# Vela X-1
Pour les articles homonymes, voir X-1.
Désignations
Vela X-1 est un système binaire composé d'une étoile massive et d'une étoile à neutrons, formant une binaire X à forte masse. Il est situé au sein de la constellation des Voiles, dont il est la source la plus brillante de rayons X (voir Désignation des sources de rayons X). Ce système se situe à environ 2 600 pc (∼8 480 al) de la Terre. L'étoile compagnon est relativement brillante et était connue depuis plus d'un siècle, étant entre autres incluse dans le catalogue Henry Draper sous la référence HD 77581. La nature de binaire X fut révélée bien plus tard, avec les débuts de l'astronomie des rayons X.

## Découverte
Vela X-1 fut découverte comme source de rayons X lors d'un relevé du plan galactique effectué par le satellite artificiel Uhuru en 1971, qui révéla un peu moins d'une trentaine de sources dont une partie était déjà connue (comme la Nébuleuse du Crabe). Ces sources font pour la plupart partie des sources de rayons X les plus étudiées encore aujourd'hui, du fait de leur éclat qui permet des analyses plus fines.

## Composition
L'étoile du système est une supergéante bleue de type spectral B0 Ia, ayant un diamètre 30 fois supérieur à celui du Soleil, soit environ 45 millions de kilomètres, et de 23,1±0,2 masses solaires. 

La période orbitale du couple est de 8,964 jours et l'émission X du voisinage de l'étoile à neutrons est éclipsée durant deux jours environ à chacune de ses orbites. La période de rotation de l'étoile à neutrons est d'environ 283 secondes, fluctuant de manière erratique autour de cette valeur. Cette valeur élevée par rapport à la période de rotation d'un pulsar isolé est caractéristique des binaires X à forte masse, la masse arrachée par l'objet compact à son étoile compagnon se faisant par le phénomène de vent stellaire, qui n'apporte pas de moment cinétique à celui-ci, et qui par conséquent ne permet pas d'accélérer sa rotation.
Vela X-1 présente un intérêt élevé pour l'étude des étoiles à neutrons, car sa masse peut être évaluée de façon relativement fiable, et elle s'avère être une des plus élevées connues, de 1,88±0,13 fois supérieure à celle du Soleil. Une telle valeur est susceptible de permettre d'exclure certains modèles de structure interne d'étoiles à neutrons, qui prédisent le cas échéant une masse maximale à ces objets inférieure à 1,7 masse solaire.